# Nicktoons
Nicktoons is een digitaal televisiekanaal, dat 24 uur per dag tekenfilms die door Nickelodeon geproduceerd zijn, uitzendt waaronder series die niet meer worden uitgezonden op de hoofdkanalen van Nickelodeon.
Nicktoons is onder meer te zien in:
- Verenigde Staten
- Verenigd Koninkrijk
- Spanje
- Nederland (enkel via CAIW, Ziggo, fiber Delta Kabelcomfort BV, Tele2, Onsnet, T-Mobile, KPN ITV & de lokale aanbieder Kabelnoord)
- België (Proximus Pickx & Telenet Digital TV)
- Duitsland

## Programma's
Deze lijst laat zien welke series Nickelodeon heeft uitgezonden op Nicktoons Vlaanderen & Nederland:
- Animaniacs 2007-2015
- Hey Arnold! 2007-2018
- Spongebob Squarepants 2007-heden
- Fairly Odd Parents 2007-heden
- Jimmy Neutron 2007-2019
- Avatar: De Legende van Aang 2007-heden
- El Tigre: The Adventures of Manny Rivera 2008-2012
- Barnyard 2009-2018
- De Pinguïns van Madagascar 2010-heden
- T.U.F.F. Puppy 2011-2018
- Fanboy en Chum Chum 2012-2019
- Kung Fu Panda: Legends of Awesomeness 2012-heden
- De Legende van Korra 2013-2020
- Teenage Mutant Ninja Turtles 2013-heden
- Monsters vs. aliens 2014-2018
- Sanjay en Craig 2013-heden
- Rabbids Invasie 2014-2019
- ALVINNN!! and the Chipmunks 2016-heden
- Broodschappers 2015-heden
- Toon Marty 2018-2019
- De Avonturen van Kid Danger 2018-heden
- Rise of the Teenage Mutant Ninja Turtles 2019-heden
- Huize Herrie 2019-heden
- Regenboog Vlinder Eenhoorn Kitten 2019-heden
- The Casagrandes 2020-heden
- Lego City Adventures 2020-heden